# Krüper

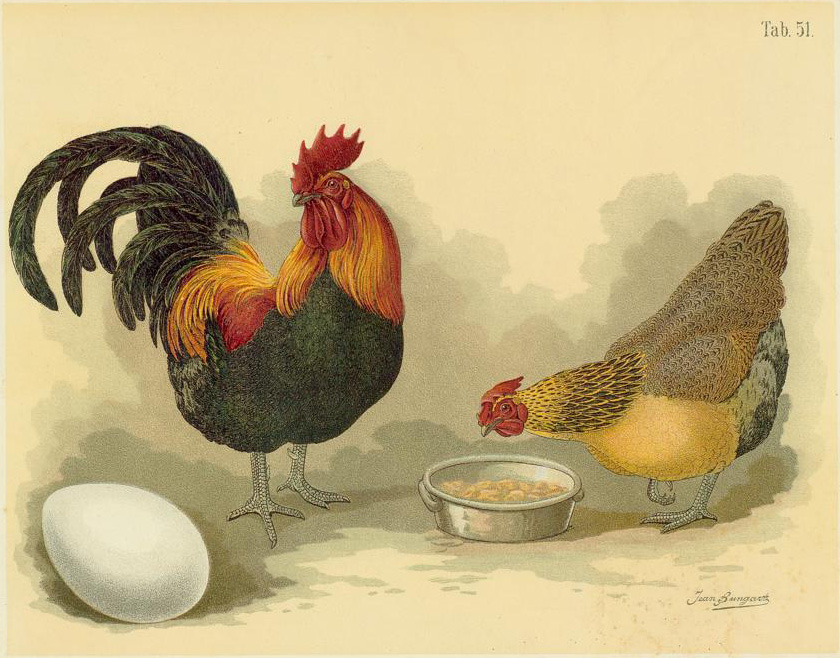
Rebhuhnhalsiger Hahn und Henne (J. Bungartz, 1885)

Der Krüper ist eine Rasse des Haushuhnes mit europäischem Standard. In der Vergangenheit waren auch die synonymen Bezeichnungen Kriechhühner oder Dachshühner gebräuchlicher. Es gehört zur Gruppe der sogenannten deutschen Landhühner. Krüper wurden vorwiegend in Westfalen und im Bergischen Land und Umgebung gezüchtet und werden daher unter anderem zu den bergischen Hühnerrassen gerechnet. Am Anfang des 20. Jahrhunderts wurde die Rasse allgemein als "bergisch-westfälischer Krüper" gezeichnet. Die Rasse gilt als extrem gefährdet.

## Geschichte
Erste Aufzeichnungen gehen auf das Jahr 1500 zurück. Im Vogelbuch „Avium Natura“ des Schweizer Naturforschers Conrad Gessner von 1555 wurden die Krüper unter dem Namen „Kriecher“ geführt.
Im 18. Jahrhundert lag der Verbreitungsschwerpunkt in Sachsen, Ostwestfalen und im Bergischen Land. Im Zuge der Veränderungen in der Landwirtschaft beschäftigten sich zusehends weniger Menschen mit der Erhaltungszucht dieser genügsamen Rasse.
1896 schrieb Eduard Baldamus im „Handbuch der Federviehaufzucht“:

„Das Krüperhuhn ist als ein wetterfestes für beschränkten Auslauf, gute Brüterin und Führerin der Küken sowie als ein fleißiges Legehuhn bekannt. Es legt ca. 150 Eier im ersten Jahr mit einem Eigewicht von 55–60 g.“

## Merkmale
Die Rasse zählt zu den nordwesteuropäischen Landhühnern. Die Krüper sind oft kurzläufig mit nur 7 bis 10 Zentimeter langen Ständern. Die langbeinige Variante ist seit Juni 2024 zugelassen. Charakteristisch ist zudem die Walzenform. Das Huhn wiegt 1,5 bis 1,75 kg, der Hahn darf ein Gewicht von 2,25 kg nicht überschreiten. Die Rasse legt weiße Eier.
Krüper gibt es in folgenden Farbschlägen: schwarz, weiß, gesperbert, schwarz-weißgedobbelt, schwarz-gelbgedobbelt und rebhuhnhalsig. Die Farbschläge gelb und rieselfarben sind im Zuge der Wiedererzüchtungsprojekte im Anerkennungsverfahren des Bundes Deutscher Rassegeflügelzüchter (BDRG).
Die Zwergform des Krüpers, der Zwerg-Krüper, ist noch seltener als der Krüper und nur in den Farbschlägen weiß und silberhalsig anerkannt, in Frankreich und Belgien, wo sie „Courtes-pattes“ genannt werden, auch in schwarz und schwarz-weißgescheckt.

## Bestand und Gefährdung
In der Bestandserfassung des Geflügelmonitorings der Bundesanstalt für Landwirtschaft und Ernährung (BLE) von 2009 wurden lediglich 302 Hennen und 73 Hähne geführt.
Eine aktuelle Bestandsliste zeigt für das Jahr 2013 leider keine Verbesserung des gesamten Bestandes, in dem alle Farbschläge zusammengefasst sind. Danach werden 288 Hennen und 79 Hähne aufgeführt.
Die Stallpflicht in vielen Teilen Deutschlands während der Geflügelpest im Jahr 2016/´17 beeinflusst die Haltung dieser auf der roten Liste stehenden Rasse ebenso erheblich, da für ein artgerechtes Dasein als Voraussetzung für die Erhaltungszucht vielen Krüperzüchtern die Möglichkeiten genommen sind.

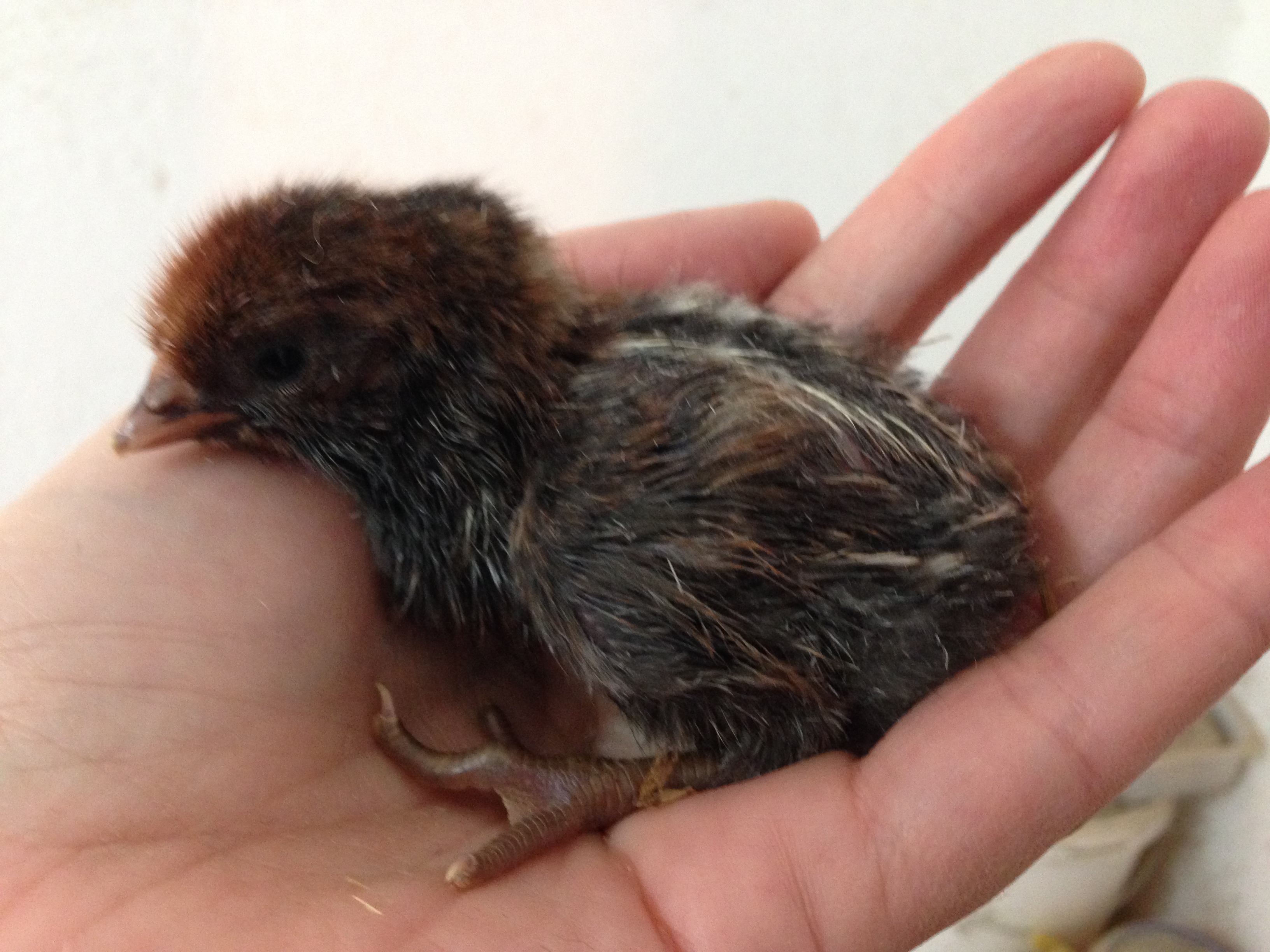
Krüperküken nach dem Schlupf, aktuell seltenster Farbschlag schwarz-weißgedobbelt

Die Gesellschaft zur Erhaltung alter und gefährdeter Haustierrassen (GEH) hat die Krüper in die Rote Liste aufgenommen und als „extrem gefährdet“ eingestuft.
2001 wurde der Krüper gemeinsam mit anderen Bergischen Landhühnern (Bergischer Schlotterkamm und Bergischer Kräher) sowie der Bayerischen Landgans zur „Gefährdeten Nutztierrasse des Jahres“ der GEH ernannt.
Im Jahr 2013 nahm die Rasse am Bruno-Dürigen-Institut, Wissenschaftlicher Geflügelhof (WGH) des Bundes Deutscher Rassegeflügelzüchter mit Sitz im rheinischen Rommerskirchen am mit Bundesmitteln geförderten Projekt „Kryoreserve beim Huhn“ zum Erhalt und zur Verbreitung des seltenen Genmaterials teil. Dabei wird Hahnensperma bei −196 °C in Stickstoff konserviert. Diese Konservierung der alten und gefährdeten Rasse fand auch in der Fachpresse (so z. B. Geflügel-Börse, 23/2013 und Geflügelzeitung 24/2013) entsprechende Aufmerksamkeit, zumal das Krüperhuhn und die Ostfriesische Möve als Hühnerrassen von der „Roten Liste“ die ersten teilnehmenden Rassen des Projekts sind.

## Sonderverein
Der heutige Sonderverein der Krüper und Zwerg-Krüperzüchter wurde am 17. Januar 1904 im Vereinslokal des Düsseldorfer Geflügelzuchtvereins Karlshaus als Krüper-Züchter-Klub ins Leben gerufen. 1913 wurde die Musterbeschreibung des Krüpers in den Standard aufgenommen, zunächst noch in einer allgemeinen und einer westfälischen Musterbeschreibung, die 1916 zusammengefasst wurde. Der Sonderverein betreut diese Rasse bis heute und erfuhr 1989 eine Wiederbelebung durch einige Züchter, die sich dem drohenden Aussterben dieser alten Rasse erfolgreich widersetzten, unter ihnen auch der langjährige Vereinsvorsitzende Erich Lindsiepe (1942–2023) aus St. Augustin-Hangelar (bis 2014)/Porta Westfalica.
Nachdem der Sonderverein seine Hauptsonderschauen stets in Nordwestdeutschland durchführte, wurden und werden seit der Wiedervereinigung beider deutscher Staaten auch Sonderschauen im gesamten Bundesgebiet, so in Thüringen, Sachsen, Bayern und Baden-Württemberg durchgeführt.

## Forschung
Aktuell läuft in Zusammenarbeit mit der Universität Bonn ein Projekt zur Untersuchung der Kurzläufigkeit am Wissenschaftlichen Geflügelhof in Rommerskirchen, das Aufschlüsse über die Genetik des Krüperhuhns vermitteln soll.

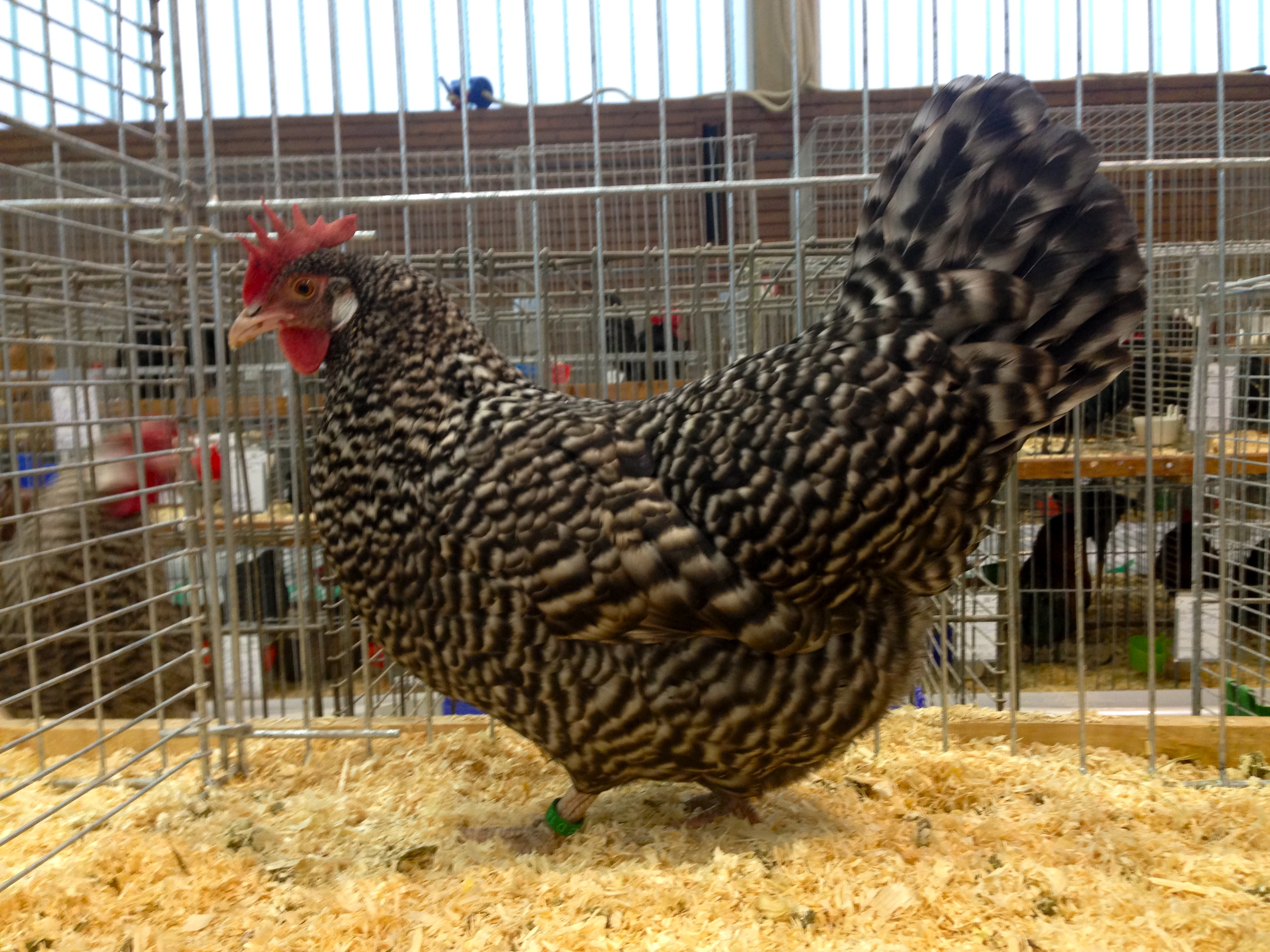
Krüperhenne vorzüglich, 97 Punkte, Sonderschau Dezember 2014